# Marian Verkerk
Margrita Antoinette (Marian) Verkerk (Alkmaar, 29 maart 1957) is de eerste Hoogleraar Zorgethiek van Nederland. Zij is sinds 1995 verbonden aan de Rijksuniversiteit Groningen (RUG) en het Universitair Medisch Centrum Groningen (UMCG). Hier richt zij zich op onderzoek, publiceren en onderwijs op het gebied van ethiek, medische ethiek en filosofie. Ook verzorgt zij gastcolleges in binnen- en buitenland (waaronder in London, Oxford, Leuven en Michigan State University). Naast haar wetenschappelijke werkzaamheden is zij actief als adviseur, commissaris en toezichthouder in de zorg.

## Biografie
Haar middelbare schoolopleiding doorliep Verkerk in Alkmaar aan het Christelijk Lyceum (1969-1975). Daarna studeerde ze Wijsbegeerte aan de Universiteit van Utrecht (MA Philosophy, 1980) en de Universiteit van Amsterdam (UvA) (MA Philosophy, 1980). Vanaf 1980 was ze als Assistant Professor Ethics verbonden aan de Universiteit van Utrecht en promoveerde ze daar met het proefschrift Ethiek en welzijnsbeleid (PhD Philosophy, 1985).
Tussen 1985 en 1988 werkte Verkerk op het Jan Arentz-college in Alkmaar als docent Maatschappijleer (Lecturer Social Studies). In die periode rondde ze ook een Master-studie af aan de Universiteit van Amsterdam (MSc Teaching Social Studies, 1987). Van 1988 tot 2000 werkte ze als universitair docent Wijsbegeerte (Associate Professor Ethics) aan de Erasmus Universiteit Rotterdam. In 1995 werd Verkerk via de Stichting Socrates voor één dag in de week aangesteld als Hoogleraar Zorgethiek aan de Rijksuniversiteit Groningen. Hiermee werd Verkerk de eerste Hoogleraar Zorgethiek in Nederland. Dit deed ze tot 2001. In 2000 aanvaardde ze als Gewoon Hoogleraar de voltijds leeropdracht Zorgethiek aan de Rijksuniversiteit Groningen en het Universitair Medisch Centrum Groningen.

## Visie op zorgethiek
Marian Verkerk is geïnteresseerd in het ontwikkelen van een ‘praktijkgebonden ethiek’: een ethiek ontwikkeld van onderop en van binnenuit. Morele verhalen (narratieven) van wat mensen zelf belangrijk en van betekenis vinden vormen het uitgangspunt van normatieve analyse en reflectie. Voorbeelden van vraagstukken die zij onderzoekt zijn: Hoe solidair zijn we tijdens de corona-pandemie? In de zorg staat het lichaam centraal, maar een hand op de schouder mag niet. Gaan de regels niet te ver? Zouden we bij ouderen hulp bij zelfdoding moeten toestaan? Is het rechtvaardig dat iemand met een ongezonde leefstijl evenveel aanspraak maakt op de gezondheidszorg als iemand met een gezonde leefstijl?.

## Publicaties (selectie)
Verkerk heeft de volgende publicaties op haar naam staan:
- Hartogh, C., Hendriks, A., & Verkerk, M. (Eds.) (2014). Ethische dilemma's in de ouderengeneeskunde: Tussen patient en zorgsysteem. Koninklijke Van Gorcum.
- de Ruijter, W., Hendriks, A., & Verkerk, M. (Eds.) (2012). Huisarts tussen individu en familie: Morele dilemma's in de huisartsenpraktijk. Koninklijke Van Gorcum.
- Leget, C., Gastmans, C., & Verkerk, M. (Eds.) (2011). Care, Compassion and Recognition: An Ethical Discussion. Leuven University Press; Uitgeverij Peeters.
- Knibbe, M., Maeckelberghe, E., & Verkerk, M. (2011). Geen Kwestie van Kiezen Morele perspectieven in de besluitvorming over familietransplantatie. Expertisecentrum Ethiek in de Zorg, UMCG.
- Verkerk, M., Lindemann, H., & Urban Walker, M. (Eds.) (2008). Naturalized Bioethics: Towards Responsible Knowing and Practice'. Cambridge University Press.
- The, B. A. M., & Verkerk, M. A. (2007). Naast de stervende patiënt. Houten: Bohn, Stafleu, Van Loghum.
- Maeckelberghe, E., Knibbe, M., & Verkerk, M. (2006). Living related donation: a qualitative ethical study. Interim report. Expertisecentrum Ethiek in de Zorg, UMCG.
- Ashcroft, R., Lucassen, A., Parker, M., Verkerk, M. A., Widdershoven, G. A., & (eds.), N. V. (2005). Case analysis in clinical ethics. Cambridge: Canbridge University Press.
- Verkerk, M. A., & Widdershoven, G. A. (2005). Over zorg gesproken: Wiens verantwoordelijkheid. Den Haag: NWO.
- Verkerk, M., & Hartoungh, R. (2003). Ethiek en palliatieve zorg. Assen: Koninklijke Van Gorcum.
- van Hees, M. V. B. P. M., & Verkerk, M. (Eds.) (2003). Het Goede Leven: Over Oude en Nieuwe Waarden. Amsterdam: Boom.
- Feenstra, E., Maeckelberghe, E., & Verkerk, M. (2003). Moral Understandings in Delivering Care to Employees: a Casestudy. Expertisecentrum Ethiek in de Zorg, UMCG.
- Verkerk, M. A. (1997). Denken over zorg: concepten en praktijken. Utrecht: De Tijdstroom/Elsevier.
- Verkerk, M. A. (1996). Mijnheer, heb ik met u een zorgrelatie? Over ethiek, over zorg en over een ethiek van de zorg. Utrecht: Stichting Socrates.
- Manschot, H. A. M. (Ed.), & Verkerk, M. (1994). Ethiek van de Zorg: Een discussie. Boom.
- Verkerk, M., & van den Hoven, M. J. (Ed.) (1991). Snijden in het brein. Garant Publishers.
- Verkerk, M. (1990). Mythe van de leeftijd. Meinema.
- Verkerk, M. (1985). Ethiek en welzijnsbeleid. Enschede. (Proefschrift)

- Bibsys: 10037670
- Bibliothèque nationale de France: cb161438169 (data)
- CiNii: DA17211383
- Gemeinsame Normdatei: 1207935069
- International Standard Name Identifier: 0000 0000 7142 1962
- Library of Congress Control Number: n94116389
- Nationale Bibliotheek van Israël: 987007457088605171
- Nederlandse Thesaurus van Auteursnamen: 071819576
- ORCID: 0000-0002-3381-6431
- Système universitaire de documentation: 158322460
- Virtual International Authority File: 16465141
- WorldCat: E39PBJpjc7HJqGpGkdcW49Dwmd